# Гуши
Гуши́ (кит. упр. 固始, пиньинь Gùshǐ) — уезд провинциального подчинения провинции Хэнань (КНР). Уезд назван в честь титула, данного при империи Хань Лю Туну, которому были пожалованы эти места в качестве удельного владения.

## История
В эпоху Чжоу в этих местах размещалась столица царства Ляо (蓼国).
При империи Западная Хань в этих местах был создан уезд Циньсянь (寝县). При империи Восточная Хань император Гуан У-ди в 26 году дал Лю Туну титул «Гуши-хоу» (固始侯) и даровал эти места в качестве владения — так появился удел Гуши (固始侯国). Впоследствии удел был преобразован в уезд — так появился уезд Гуши.
Во время южной династии Лян уезд Гуши был переименован в Ляосянь (蓼县), но при империи Северная Ци ему было возвращено название Гуши. При империи Северная Чжоу была создана область Куайчжоу (浍州), власти которой размещались в Гуши. При империи Суй к уезду Гуши был присоединён уезд Цисян (期思县).
В 1949 году был создан Специальный район Хуанчуань (潢川专区), и уезд вошёл в его состав. В 1952 году Специальный район Хуанчуань был присоединён к Специальному району Синьян (信阳专区). В 1970 году Специальный район Синьян был переименован в Округ Синьян (信阳地区).
В 1998 году постановлением Госсовета КНР были расформированы округ Синьян и город Синьян, и был образован городской округ Синьян.
В 2004 году уезд Гуши вошёл в число пяти важнейших административных единиц уездного уровня провинции Хэнань с расширенными правами. В 2011 году уезд Гуши вошёл в число десяти административных единиц уездного уровня провинции Хэнань, в экспериментальном порядке подчинённых напрямую властям провинции. 1 января 2014 года уезд Гуши был официально выведен из состава городского округа Синьян и подчинён напрямую властям провинции Хэнань.

## Административное деление
Уезд делится на 3 уличных комитета, 15 посёлков и 15 волостей.